# Wieża ciśnień w Białymstoku
Wieża ciśnień w Białymstoku – wieża wodna znajdująca się w Białymstoku przy ul. Wysockiego.

## Historia
Została wybudowana w latach 1923-1925, obecnie nieużytkowana. W 1978 została wpisana do rejestru zabytków.